# Глейзер, Эдвард
Эдвард Глейзер (англ. Edward Ludwig Glaeser; род. 1 мая 1967) — американский экономист, профессор Гарвардского университета. Директор программы исследования городов в Международном центре роста.

## Семья
Глейзер родился в Нью-Йоркском Манхэттене в семье Людвига Глейзера (1930 — 27 сентября 2006 г.) и Элизабет Глейзер. По словам Эдварда, его отец получил степень бакалавра истории искусств в Свободном университете Берлина, прежде чем присоединиться к сотрудникам Музея современного искусства в Нью-Йорке в 1963 году. В 1969 году он стал куратором факультета архитектуры и дизайна. Эдвард Глейзер сказал о своем отце: «Его страсть к городам и зданиям питала меня».

## Карьера
Эдвард получил образование в университетской школе в Нью-Йорке. Получил степень бакалавра экономики в Принстонском университете и степень доктора философии по экономике Чикагского университета. Работал директором Центра Таубмана по вопросам государственного и местного самоуправления и директором Института Раппапорта Большого Бостона (оба в Школе управления им. Джона Ф. Кеннеди). Глейзер присоединился к факультету Гарварда в 1992 году, стал профессором на факультете экономики. Стал старшим научным сотрудником Манхэттенского института и редактором City Journal. Был редактором Ежеквартального журнала экономики.

## Публикации
Глейзер внес вклад в эмпирическое исследование городской экономики. В частности, его работа по изучению исторической эволюции экономических центров, таких как Бостон и Нью-Йорк, оказала влияние на экономику и географию городов.
Джордж Акерлоф (лауреат Нобелевской премии по экономике 2001 г.) хвалил Глейзера как «гения», а Гэри Беккер (Нобелевская премия по экономике 1992 г.) отмечал, что до Глейзера «городская экономика иссякла, никто не придумал каких-то новых способов взглянуть на города».
Ряд статей Глейзера по прикладной экономике написан в соавторстве с его коллегой из Гарварда Андреем Шлейфером.
В 2006 году Эдвард Глейзер начал писать регулярную колонку для New York Sun. Позже вёл ежемесячную колонку для The Boston Globe. Он вёл блог для The New York Times в Economix, а также писал эссе для The New Republic .
Он переехал с женой и детьми в пригород в 2006 году из-за «вычета домашнего процента, инфраструктуры шоссе и местных школьных систем». Он объяснил, что этот шаг является еще одним «свидетельством того, как государственная политика складывается против городов. Потому что из всего хорошего, что приносит городская жизнь — как личного, так и муниципального — люди должны внимательно смотреть на политику, заставляющую жителей уезжать в пригороды».